# Позивање на Хитлера
Reductio ad Hitlerum (свођење на Хитлера) такође познато као playing the Nazi card (играње нацистичке карте), је покушај да се поништи туђи аргумент на основу тога да је исту идеју промовисао или практиковао Адолф Хитлер или Нацистичка партија. Аргументи се могу назвати reductio ad Hitlerum ако су погрешни (нпр. тврдња да је свако други ко то чини нациста, зато што се Хитлер уздржавао од једења меса или је био против пушења). Насупрот томе, директни аргументи који критикују специфично фашистичке компоненте нацизма попут фиреровог принципа нису део аргумента из асоцијације.
Формулисан од стране Леа Штрауса 1953. године, концепт „reductio ad Hitlerum“ је добио име по термину који се користи у логици, а то је „reduktio ad absurdum“ („свођење на апсурд“). Према Штраусу, „reduktio ad Hitlerum“ је врста ad hominem, ad misericordiam, или заблуде ирелевантности. Предложено образложење је кривица по асоцијацији. То је тактика која се често користи да би се ометали аргументи јер таква поређења имају тенденцију да одврате пажњу и разљуте противника.

## Дефиниција
Reductio ad Hitlerum је врста аргумента из асоцијације. Аргумент је да политика води до – или је иста као – она коју је заговарао или спроводио Адолф Хитлер или нацистичка Немачка и тако „доказује“ да је оригинална политика непожељна. Друга врста Reductio ad Hitlerum је постављање питања у облику „Знате ко је још...?“ са намером да се оспори одређена идеја или радња имплицирајући да је Хитлер имао ту идеју или извршио такву радњу.
Поређење са Хитлером или нацизмом није Reductio ad Hitlerum ако осветљава аргумент уместо да од њега одвлачи пажњу. Директна поређења могу се користити за критиковање фашистичких компоненти нацизма као што је Führerprinzip. Међутим, могло би се погрешно тврдити да је свако други ко има та мишљења нациста, зато што се Хитлер уздржавао од једења меса или је био против пушења.

## Претходници
Иако је названа по Хитлеру, логичка грешка је постојала пре Другог светског рата. Друге личности из историје коришћене су као замене за зло. Аутор Том Холанд упоређује употребу Хитлера као стандарда зла са ранијим позивањима на ђавола (као што је фраза „Договори се са ђаволом“). Током 18, 19. и почетка 20. века, фараон из Књиге изласка се обично сматрао најзлобнијом особом у историји. Током година пре Америчког грађанског рата, аболиционисти су називали поробитеље модерним фараонима. Након Дана победе, фараон се наставио појављивати у говорима друштвених реформатора попут Мартина Лутера Кинга. Јуда Искариотски и Понтије Пилат су такође често представљани као чисто зло. Међутим, није постојала универзална особа слична Хитлеру, а различити региони и времена користили су различите замене. У годинама након Америчке револуције, краљ Џорџ III је често био оцрњиван у Сједињеним Државама. Поређење са „краљем Џорџом“ јавно је користио Пет Бјукенен тек 1992. године када је говорио о председнику Џорџу Х. В. Бушу, током председничке кампање у САД. Током Америчког грађанског рата, неки Конфедерати су Линколна називали „модерним фараоном“.

## Позивања
Године 1991, Мајкл Андре Бернштајн је тврдио да је дошло до „reductio ad Hitlerum“ због рекламе преко целе странице коју је објавила заједница Лубавич након нереда у Краун Хајтсу под насловом „Ове године се Кристална ноћ догодила 19. августа управо овде у Краун Хајтсу“. Хенри Шварцшилд, који је био сведок Кристалне ноћи, написао је Њујорк Тајмсу да „колико год ружни били антисемитски слогани и нападачко понашање људи на улицама [током нереда у Краун Хајтсу]... једна ствар која се очигледно није догодила је Кристална ноћ“.
Пошто је Хитлер био против пушења, неки у дуванској индустрији су користили аргумент да би упоредили оне који су против пушења са нацистима.